# ماریو رینکون
 ماریو رینکون (انگلیسی: Mario Rincón؛ زاده ۱۳ دسامبر ۱۹۶۷) یک تنیس‌باز اهل کلمبیا است.